# Галицька брама
«Галицька брама» — краєзнавчий часопис. Виходить у Львові щомісяця українською мовою. Перше число вийшло у вересні 1994 року. Номери «Галицької брами» переважно тематичні і присвячені окремим аспектам історії та урбаністичного середовища Львова. Виходять також окремі числа присвячені іншим містам та містечками Галичини. На сторінках видання публікуються дослідження про архітектуру, мистецтво, історію, топоніміку, громадське життя. Друкуються огляди інших видань на львівську та галицьку тематику.
Серед багатопрофільних видань «Галицька брама» вигідно вирізняється високим рівнем публікацій архітектурної тематики, опертих на документальних і археологічних джерелах, науковій літературі.
Своє завдання редакція вбачає у тому, щоб інформувати читача про унікальну історично-культурну спадщину Львова зокрема та західноукраїнських земель загалом, донести до сучасника «мужність і цілісність духу народу, який проживав на цих землях і якому вдалося зберегти на усіх поворотах історії національну гідність, самобутність, свою мову».
Часопис видає видавництво «Центр Європи» (директор Сергій Фрухт).
Головний редактор: Олександр Шишка.
Редактори: Мельник Ігор Володимирович, Бірюльов Юрій Олександрович — кандидат мистецтвознавства.

## Відомі дослідники часопису
- Бевз Микола Валентинович;
- Бойко Оксана Григорівна;
- Возницький Борис Григорович;
- Вуйцик Володимир Степанович;
- Головацький Іван Федорович;
- Дашкевич Ярослав Романович;
- Дорош Андрій Юліанович;
- Ісаєвич Ярослав Дмитрович;
- Литвин Микола Романович;
- Мацюк Орест Ярославович;
- Могитич Роман Іванович;
- Овсійчук Володимир Антонович;
- Ольга Перелигіна;
- Рожко Михайло Федорович,
- Слободян Василь Михайлович;
- Ігор Сьомочкін;
- Роман Яців.

## Перелік випусків по роках

### 1994
- № 1. Наука і освіта. — Вересень. — 16 с.
- № 2. Наука, виставки, музеї. — Жовтень. — 16 с.
- № 3. Техніка, наука, архітектура. — Листопад. — 16 с.

### 1995
- № 4. Проходи по Львову. — грудень-січень. — 16 с.
- № 5. Краєзнавство Галичини. — лютий—березень—квітень. — 16 с.
- № 6. Двадцять років. — Травень—червень—липень. — 16 с.
- № 7. Промисловість. — Серпень—вересень—жовтень. — 16 с.
- № 8. Театр. — Листопад. — 16 с.
- № 9. Українські родоводи. — Грудень. — 16 с.

### 1996
- № 10. Теребовля — Січень. — 24 с.
- № 11. Львівські поляки — Січень. — 16 с.
- № 12. Княжий Львів. — Лютий. — 16 с.
- № 13. Журавно. — Березень. — 16 с.
- № 14. Львівська залізниця. — Квітень. — 20 с.
- № 15. Архітектурна спадщина. — Травень. — 24 c.
- № 16. Чехи в Галичині. — Червень. — 16 с.
- № 17. Львів і львів'яни. — Липень. — 16 с.
- № 18. Городенка. — Серпень. — 16 с.
- № 19. Магдебурзьке право. — Серпень. — 20 с.
- № 20. Коледж імені Ів. Труша. — Жовтень. — 16 с.
- № 21—22. Вірмени у Львові. — Листопад. — 24 с.
- № 23. Пошта — Грудень. — 16 с.
- № 24. 100 років кінематографу. — Грудень. — 16 с.

### 1997
- № 25. Нафта.
- № 26. Львівська картинна галерея.
- № 27. Підзамче — Папарівка.
- № 28. Жовква.
- № 29. Пожежна охорона.
- № 30. Знесіння.
- № 31. Олекса Новаківський та його школа.
- № 32. Борислав.
- № 33. Площа Міцкевича.
- № 34-35. Євреї Львова (Додаток: Афіша — Виставки, архітектурні проекти, вистави книги).
- № 36. Втрачене і повернуте.

### 1998
- № 37. Львівський некрополь. — Січень. — 16 с.
- № 38. Проспект Свободи. — Лютий. — 16 с.
- № 39. Фортифікації Львова. — Березень. — 32 с.
- № 40. Колекції та збірки. — Квітень. — 32 с.
- № 41. Шевченківський гай. — Травень. — 16 с.
- № 42. Богородчанський іконостас. — Червень. — 16 с.
- № 43. Українське зарубіжжя. Париж. Мистецтво. — Липень. — 20 с.
- № 44. Кам'янка-Бузька. — Серпень. — 16 с.
- № 45. Галич. — Вересень. — 20 с.
- № 46. Весна народів. — Жовтень. — 16 с.
- № 47. Вулиця Коперника. — Листопад. — 20 с.
- № 48. Іван Труш. — Грудень. — 16 с.

### 1999
- № 49—50. Чернечі ордени. — Січень—лютий. — 32 с.
- № 51—52. Жидачів. — Березень—квітень. — 24 с.
- № 53—54. Військові поховання. — Травень—червень. — 32 с.
- № 55. Личаків — Погулянка. — Липень. — 16 с.
- № 56. Городок. — Серпень. — 16 с.
- № 57—58. П'ять років. — Вересень—жовтень. — 32 с.
- № 59—60. Львів і львів'яни. — Листопад—грудень. — 32 с.

### 2000
- № 61—62. Quo Vadis, Leopolis. — Січень—лютий. — 24 с.
- № 63. Музей техніки. Народний музей метрології. — Березень. — 16 с.
- № 64—65. Художник Юрій Дмитрук. — Квітень—травень. —32 с.
- № 66. Церква Св. Духа у Львові. — Червень. — 16 с.
- № 67. Стремільче. — Липень. — 16 с.
- № 68. Алебастр. — Серпень. — 20 с.
- № 69. Острог. — Вересень. — 24 с.
- № 70. Музей Івана Франка. — Жовтень. — 16 с.
- Спеціальний випуск. Львівська реставрація. — Жовтень. — 16 с.
- № 71. Кава, кав'ярні і Юрій Кульчицький. — Листопад. — 16 с.
- № 72. Олеський замок. — Грудень. — 20 с.

### 2001
- № 1 (73). Чудотворні ікони Богородиці.
- № 2-3 (74-75). Львів і львів'яни.
- № 4 (76). Банки Львова.
- № 5-6 (77-78). Апостольське паломництво.
- № 7 (79). Олександр Аксінін.
- № 8 (80). Самбір.
- № 9-10 (81-82). Король Данило та його син Лев.
- № 11-12 (83-84). Снопків — Софіївка.

### 2002
- № 1-3 (85-87). Зупинена мить.
- № 4-6 (88-90). Львів і львів'яни.
- № 7-9 (91-93). Бережани.
- № 10-12 (94-96). Бруно Шульц.

### 2003
- № 1-3 (97-99). Архітектура і торгівля.
- № 4-6 (100–102). Львів і львів'яни.
- № 7-9 (103–105). Львівський історичний музей.
- № 10-12 (106–108). Замки Львівщини.

### 2004
- № 1-3 (109–111). Збараж.
- № 4-6 (112–114). Сади та парки Львова.
- № 7-12 (115–120). Десять років.

### 2005
- № 1-3 (121–123). Українське мистецтво Львова 1919–1939.
- № 4-6 (124–126). Львів і львів'яни.
- № 7-9 (127–129). Белз.
- № 10-12 (130–132). Олесько.

### 2006
- № 1-2 (133–134). Високий Замок. Незалежна експертиза.
- № 3-4 (135–136). Підгайці.
- № 5-6 (137–138). Національний музей у Львові ім. Андрея Шептицького.
- № 7-8 (139–140). Львів середини XX ст. у фотографіях Ю. Дороша.
- № 9-10 (141–142). Львів і львів'яни.
- № 11-12 (143–144). Маркіянове Підлисся.

### 2007
- № 1-2 (145–146). Золочів.
- № 3-4 (147–148). Новий Світ. Частина І.
- № 5-6 (149–150). Замки Тернопілля.
- № 7-8 (151–152). Перша світова війна.
- № 9-10 (153–154). Олена Кульчицька.
- № 11-12 (155–156). Львів і львів'яни. Іван Могитич.

### 2008
- № 1-2 (157—158). Броди і Брідщина.
- № 3-4 (159—160). Новий Світ. Частина II.
- № 5-6 (161—162). Винники.
- № 7-9 (163—165). Львів і львів'яни.
- № 12 (168). Світова спадщина.

### 2009
- № 1-3 (169-171). Станіславів — Івано-Франківськ. — січ.-бер.
- № 4-5 (172-173). Порт двох морів. — квіт.-трав.
- № 6 (174). Ю. Дорош, фотограф 1909–1982. — черв.
- № 7-9 (175-177). Львів, 1939 рік.
- № 10-11 (178-179). Львів і львів'яни.
- № 12 (180). Битва під Лисиничами 1675 рік.

### 2010
- № 1-2 (181-182). Ярослава Музика: творчість і колекція.
- № 3 (183). Львівський парламент.
- № 4-5 (184-185). Дерев'яні церкви.
- № 6-7 (186-187). Пам'ятники Львова.
- № 8-9 (188-189). Картографія Львова.
- № 10 (190). Реставрація.
- № 11-12 (191-192). Львів і львів'яни.

### 2011
- № 1-2 (193-194). Тустань і Урич.
- № 3-4 (195-196). Жовківське передмістя.
- № 5-6 (197-198). Студити.
- № 7-8 (199-200). АНУМ.
- № 9-10 (201-202). Кіномайданчик Львів.

### 2012
- № 1-3 (205-207). Олекса Новаківський. 140 років.
- № 4-6 (208-210). Футбол у Львові.

### 2013
- № 217-219. Художники графіки.
- № 220-222. Дрогобич на перехресті доль.
- № 7-9 (223-225). Сіль землі Галицької.
- № 226-228. Миколаїв над Дністром.

### 2014
- № 229-231. Ян Генрик Розен.
- № 232-234. Закарпаття: від Ужоцького перевалу.
- № 235-237. Ян Генрик Розен (ч. 2).
- № 238-240. Закарпаття від Венецького перевалу до Сваляви.

### 2015
- № 241-243. Андрей Шептицький (ч. 1).
- № 244-246. Андрей Шептицький (ч. 2).
- № 247-252. Вітражі у Львові.

### 2016
- № 253-255. До 90-річчя Бориса Возницького.

## Публікації
- Олесь Нога, Ігор Мельник Галицька брама: Фабрика Івана Левинського
- Галицька брама: Монастир св. Мокрини сестер василіянок
- Львівський Новий Світ